# Saropogon velutinus
Saropogon velutinus là một loài ruồi trong họ Asilidae. Saropogon velutinus được Carrera & Papavero miêu tả năm 1962. Loài này phân bố ở vùng Tân nhiệt đới.